# Kontrollbehov
Kontrollbehov är en populärpsykologisk term som beskriver en önskan om att ha kontroll över omgivningen, vanligen för att förebygga att något dåligt inträffar. Det yttrar sig ofta i beteenden som ger individen en känsla av kontroll, exempelvis att samla information, ta på sig ansvarsuppgifter, förbereda sig inför och utvärdera händelser i efterhand. Man kan ha ett större eller mindre kontrollbehov. Ofta används begreppet i sammanhang där någon anses ha ett överdrivet kontrollbehov och försöker att kontrollera något som inte kan, bör eller behöver kontrolleras.

## Olika typer
Kontrollbehov har ingen vedertagen vetenskaplig definition och är ingen diagnos. Kontrollbehov är en aspekt vid flera psykologiska tillstånd som exempelvis:
- Svartsjuka
- Perfektionism
- Social fobi
- Tvångssyndrom (OCD)
- Generaliserat ångestsyndrom